# Drugi kontinentalni kongres
Drugi kontinentalni kongres je bila konvencija delegatov iz trinajstih ameriških kolonij, ki so se sestali 10. maja 1775, kmalu po izbruhu oboroženega spopada med ameriškimi kolonisti in britansko vlado, pozneje znanega kot ameriška revolucija ali ameriška vojna za neodvisnost. Njegov sklic je v primeru stopnjevanja konflikta predvidel Prvi celinski kongres, sklican leto prej. Drugi kongres je organiziral in usklajeval vojna prizadevanja kolonij ter se postopoma politično pripravljal na neodvisnost, ki jo je razglasil v znameniti Deklaraciji neodvisnosti 4. julija 1776. Z zbiranjem vojske, usklajevanjem strategije, imenovanjem diplomatov in sklepanjem uradnih mednarodnih pogodb je kongres deloval kot de facto nacionalna vlada prihodnjih Združenih držav Amerike. Ta status je bil formaliziran z zakoni, sprejetimi leta 1781, po katerem je drugi kontinentalni kongres postal Konfederacijski kongres, ki je nadaljeval delo z istimi kongresniki kakor predhodni kongres vse do sprejetja ustave ZDA, ko je nastal Kongres Združenih držav Amerike, kakršnega poznamo danes.